# Кукурики
Кукурики (укр. Кукуріки) — село в Смидинской сельской общине Ковельского района Волынской области Украины.
До 2020 года входило в Старовыжевский район.
Код КОАТУУ — 0725084202. Население по переписи 2001 года составляет 296 человек. Почтовый индекс — 44450. Телефонный код — 3346. Занимает площадь 1,593 км².